# Clusia tocuchensis
Clusia tocuchensis là một loài thực vật có hoa trong họ Bứa. Loài này được Britton mô tả khoa học đầu tiên năm 1921.